# Ray Klaassens
Ray Klaassens (Helmond, 1973) is een Nederlands oud-commando. Hij is vooral bekend van het televisieprogramma Kamp Van Koningsbrugge.
Klaassens ging naar het vwo en volgde aan de Koninklijke Militaire Academie in Breda een selectietraject bij de landmacht. Na zijn examen in 1995 werd hij Tweede Luitenant.
In 2014 was hij medeoprichter van de Triangular Group Academy, een opleidings- en kennisinstituut voor mensen die werkzaam zijn in 'het veiligheidsdomein'.
In het voorjaar van 2024 bracht Klaassens zijn eerste boek uit, onder de titel Groeipijn, bij uitgeverij Podium. Sinds 2024 is hij te zien in het televisieprogramma No Way Back. In datzelfde jaar deed hij mee aan het 25e seizoen van het tv-programma Wie is de Mol?, dat vanaf januari 2025 werd uitgezonden. Hij moest als derde het spel verlaten. Datzelfde jaar was hij te zien in het tv-programma Strijders, waarin Dai Carter en Klaassens ieder een team onder hun hoede nemen in een militair kampioenschap.

### Bestseller 60
| Boeken met noteringen in de Nederlandse Bestseller 60 | Jaar van verschijnen | Datum van binnenkomst | Hoogste positie | Aantal weken | Opmerkingen |
| ----------------------------------------------------- | -------------------- | --------------------- | --------------- | ------------ | ----------- |
| Groeipijn                                             | 2024                 | 17-01-2024            | 2               | 48           |             |